# Végtelen Ázsia!
A Végtelen Ázsia! a jelentősen megújult felállású Vágtázó Csodaszarvas 2008-ban megjelent második lemeze, melynek a felvételei az együttes 2007. december 22-ei koncertjén készültek Zalaegerszegen.

## Ismertető
Az album a moldvai és kínai elemeket szerves egységbe fogó „Napkapu”-val nyit, majd a történelmi veretű „Hunok csatája” Csodaszarvas-változatát a himnikusból ellenállhatatlan őserőbe forduló „Ének a csillagokig” követi, amely vallomás szülőföldünk szeretetéről. A „Tengertánc” népi zamatú, szabálytalan ritmusképleteivel, a „Mámoros éji vágtázás” fergeteges lendületével, ázsiai dallamvilágával tűnik ki. Az „Égi áramlás” és az „Emlék” az ős-VHK semmiből mindent teremtő rögtönzéseivel vethető össze, tetten érhető az őserő közvetlen zeneteremtése, amelyben az érzések folyama spontán születik, és ahogy zenévé válik, újabb érzéseket szülve újabb zenei törvényeket teremt, egyetlen egyre mélyülő, folyton megújuló eleven alkotóerőként. Az ilyen zenékre illik legjobban Bartók Béla meghatározása az igazi parasztzenéről, amely szerint „az igazi parasztzene minden külső befolyás nélkül születik, egy különlegesen tiszta tudatállapotban, és természeti erő hajtja.”. A lemezt az „Emberélet” „Carmina Burana”-hoz hasonlítható monumentalitása zárja.
A lemez felkerült a MAHASZ Top-40-es listájának 7. helyére, és nemsokára aranylemezzé vált.

## Az album dalai

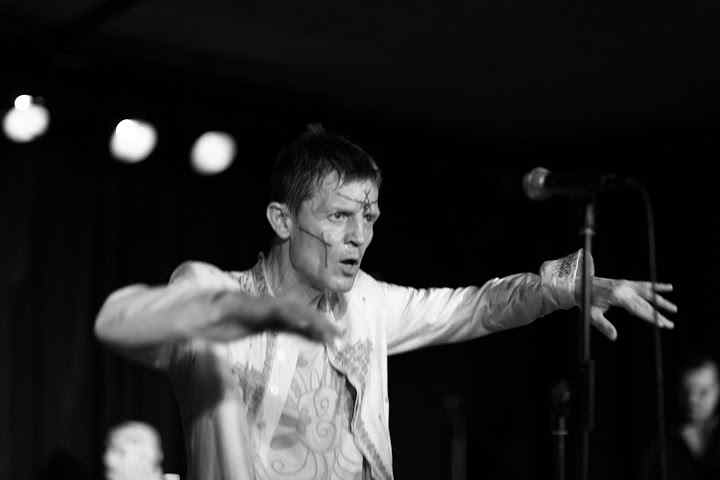
Grandpierre Attila az együttes egyik koncertjén

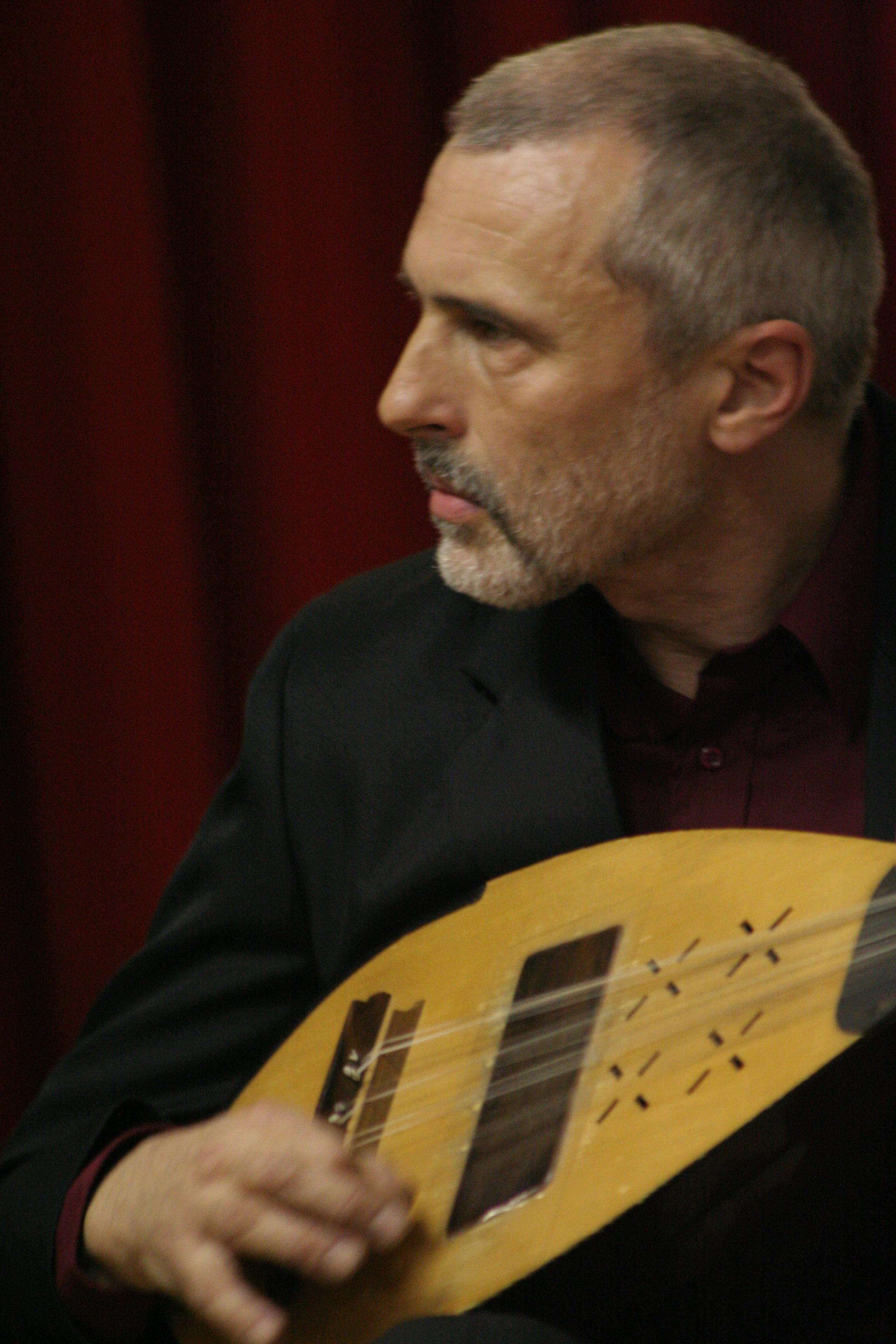
Fábri Géza az Ének a csillagokig és Mámoros éji vágtázás dalok egyik szerzője

A lemez dalait Grandpierre Atilla írta, kivéve azokat, ahol külön jelezve van más szerző is.
1. Napkapu 7’ 23”
2. Hunok csatája 8’ 03”
3. Ének a csillagokig (Grandpierre Atilla – Fábri Géza) 7’ 12”
4. Tengertánc 6’ 00”
5. Égi áramlás 8’ 13”
6. Mámoros éji vágtázás (Grandpierre Atilla – Fábri Géza) 7’ 49”
7. Emlék 12’ 44”
8. Emberélet 7’ 33”

## Közreműködők
- Grandpierre Attila (ének)
- Bakos Csaba (tapan, derbuka, riq)
- Bese Botond (kecskeduda)
- Benkő Róbert (bőgő)
- Fazekas András (dob, ütőshangszerek)
- Fábri András (ciszter)
- Fábri Géza (tambura, koboz, ud)
- M. Gebri Bernadett (ének)
- Molnár Krisztina (hegedű)
- Orczi Géza (tapan, ud, saz, buzuki, dzura, bolgár tambura, tamburica)
- Vaskó Zsolt (fúvós szólista)

#### Egyéb
- Stúdiómunkák: L. V. Hang Stúdió
- Mastering: Válik László (L. V. Hang)

## Kritikák
- „A Végtelen Ázsia! igazából nem is „ázsiai”, hanem ízig-vérig magyar muzsika, csak a mai nyugati zenén civilizálódó fül már idegennek, keletinek hallja a saját dalait is. Zenetörténeti előadásnál ezerszer hatásosabb és meggyőzőbb, amikor egymásba folyik a moldvai csángó, a dunántúli vagy a kínai népzene, és felfedezzük a közös pontokat. Hatalmas erő, amit a vágtázó muzsika képvisel. Kiemel a szürke hétköznapokból, és egy olyan világba visz, ahol kiszabadul börtönéből a lélek. Ünneppé teszi a perceket, amit a zene hallgatásával tölt az ember. A média által erőltetett sivatagos zenei kínálatban ez maga az oázis. Az egyik rajongó a koncert végén, amikor le akart vonulni a színpadról a zenekar, bekiáltott, hogy „Ne hagyjátok abba!” „Ti vagytok az igazi erő! Úgy kelletek nekünk, mint egy falat kenyér!”[4]
- „A Vágtázó Csodaszarvas ebben a második összetételében bizonyos szempontból még a VHK őserején is túltett. Nemcsak az „Emlék” és az „Égi áramlás” hozza vissza az ős-VHK semmiből mindenséget teremtő ösztönzenéjének rendkívüli élményét, mert az „Emberélet” például őserejének monumentalitásában „talán még az elődzenekarra is ráver.”[5]
- „Egy biztos: nemrég megjelent a Végtelen Ázsia! című második Vágtázó Csodaszarvas lemez, amely az év magyar world music albuma is lehetne, ha nem állna hülyén ez a címke a zenekaron. A Végtelen Ázsia! a magyar egyetemes kultúra egyik igen fontos alkotása, méltó tisztelgés Bartók Béla Kodály Zoltán szelleme előtt, jó apropó lenne egy Kossuth-díjhoz, mellesleg. A Vágtázó Csodaszarvas „logikus következménye” a VHK-nak, extázis 7-től 9-ig, egyszerre monumentális és intim zene, lekottázása a végtelennek.”[6]